# Zubarah
Zubarah (en árabe: الزبارة), também chamada Al Zubarah ou Az Zubarah, é uma cidade em ruínas e abandonada, situada na costa ocidental do norte do Qatar, município de Madinat ash Shamal, a cerca de 105 quilômetros da capital Doha. Foi fundada por comerciantes kuwaitianos em meados do Século XVIII, destruída em 1811 e abandonada em 1900.
Com uma superfície de cerca de 4.6 km2, Zubarah é o sítio arqueológico mais importante do país, que compreende a cidade fortificada, um porto, um canal marítimo, duas muralhas, o Forte Murarir e Zubara

## UNESCO
A UNESCO inscreveu Al Zubarah como Patrimônio Mundial por "testemunhar uma tradição urbana e de cultivo de pérolas que sustentou a região e levou ao desenvolvimento de pequenos estados independentes que floresceram sem o controle dos Impérios Otomano, Persa e Europeu e  e eventulamente levou ao aparecimento dos modernos estados do Golfo"
Foi o primeiro local do Qatar a ser inscrito como Patrimônio Mundial da UNESCO.